# Rábagyarmat
Rábagyarmat (em esloveno: Žormot; alemão: Rupprecht; prekmuro: Žörmot) é um município da Hungria, situado no condado de Vas. Tem 16,79 km² de área e sua população em 2015 foi estimada em 793 habitantes.